# Michael Uhrmann
Michael Uhrmann (Wegscheid, 16 de septiembre de 1978) es un deportista alemán que compitió en salto en esquí. 
Participó en tres Juegos Olímpicos de Invierno, entre los años 2002 y 2010, obteniendo en total dos medallas en la prueba de trampolín grande por equipo, oro en Salt Lake City 2002 (con Sven Hannawald, Stephan Hocke y Martin Schmitt) y plata en Vancouver 2010 (con Michael Neumayer, Andreas Wank y Martin Schmitt).
Ganó cuatro medallas en el Campeonato Mundial de Esquí Nórdico entre los años 2001 y 2011.

## Palmarés internacional
| Juegos Olímpicos   | Juegos Olímpicos                | Juegos Olímpicos  | Juegos Olímpicos |
| Año                | Lugar                           | Medalla           | Prueba           |
| ------------------ | ------------------------------- | ----------------- | ---------------- |
| 2002               | Salt Lake City (Estados Unidos) | Medalla de oro    | TG por equipos   |
| 2010               | Vancouver (Canadá)              | Medalla de plata  | TG por equipos   |
| Campeonato Mundial |                                 |                   |                  |
| Año                | Lugar                           | Medalla           | Prueba           |
| 2001               | Lahti (Finlandia)               | Medalla de oro    | TG por equipos   |
| 2001               | Lahti (Finlandia)               | Medalla de bronce | TN por equipos   |
| 2005               | Oberstdorf (Alemania)           | Medalla de plata  | TN por equipos   |
| 2011               | Oslo (Noruega)                  | Medalla de bronce | TN por equipos   |